# Khmer Krom

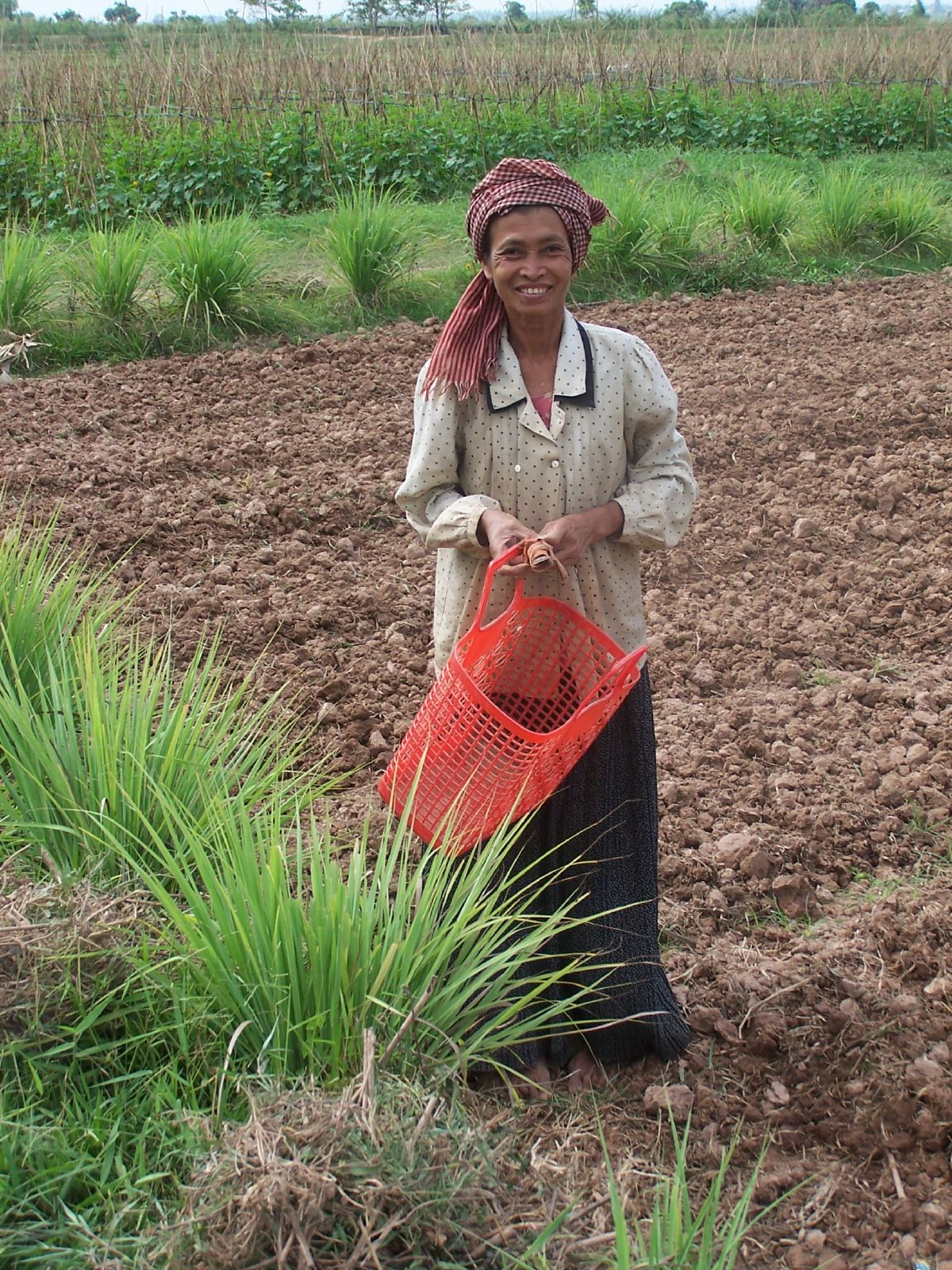
Khmérská žena na poli

Khmer Krom (vietnamsky Khơ Me Crom) je označení Khmerů, žijících u dolního toku Mekongu a v jeho deltě. Jde o původní obyvatele delty Mekongu, dnes khmerskou menšinu v jižním Vietnamu. Podle vietnamského sčítání lidu z roku 1999 jich ve Vietnamu žije 1 055 174. Podle údajů federace Khmerů Krom jich ve Vietnamu žije 7 000 000 a v Kambodži 1 200 000. Vyznávají théravádový buddhismus.